# Phương ngữ Tokyo

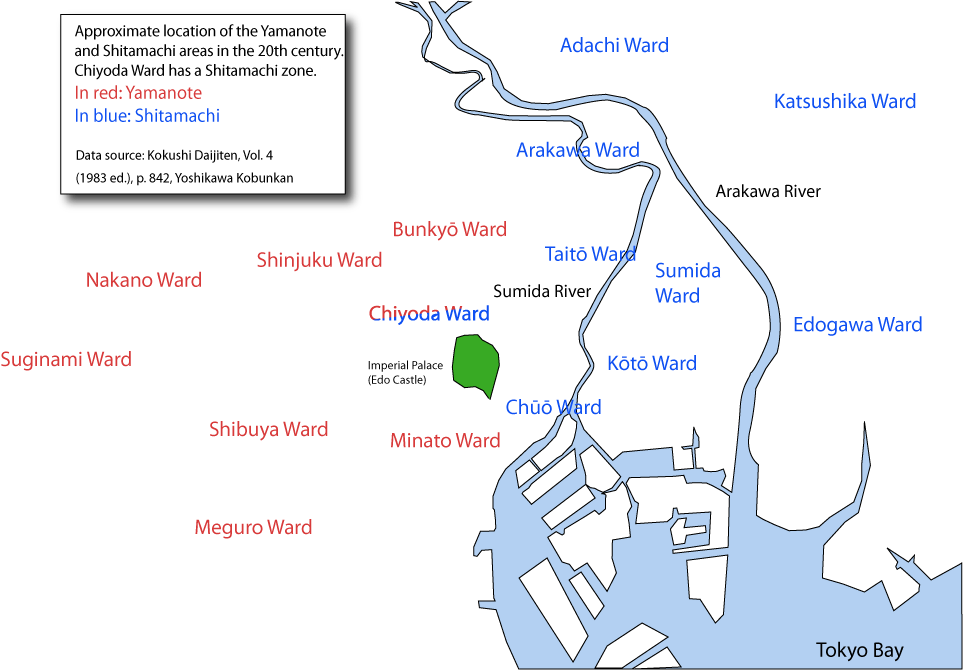
Yamanote (màu đỏ) và Shitamachi (màu xanh)

Phương ngữ Tokyo (Tōkyō hōgen, Tōkyō-ben, Tōkyō-go (東京方言, 東京弁, 東京語 (Đông Kinh phương ngôn, Đông Kinh biện, Đông Kinh ngữ) Tōkyō hōgen, Tōkyō-ben, Tōkyō-go)) là phương ngữ tiếng Nhật được nói ở Tokyo hiện đại. Phương ngữ ở Tokyo hiện đại thường được coi là tiếng Nhật chuẩn, nhưng ở một số khu vực và tầng lớp xã hội khác nhau thì vẫn có điểm khác.

## Tổng quan
Phương ngữ truyền thống ở trung tâm Tokyo thường được phân loại thành hai nhóm: phương ngôn Yamanote (山の手言葉 (Sơn Chi Thủ ngôn diệp) Yamanote kotoba) và phương ngôn Shitamachi (下町言葉 (Hạ Đinh ngôn diệp) Shitamachi kotoba). Phương ngôn Yamanote là tiếng nói đặc trưng của tầng lớp thượng lưu cũ từ khu vực Yamanote. Tiếng Nhật chuẩn được dựa trên phương ngữ Yamanote trong thời kỳ Minh Trị (Meiji). Phương ngôn Shitamachi là một phương ngôn của giai cấp lao động và nó gìn giữ các đặc điểm của giọng Edo Chōnin (Edokko) (xem tiếng Nhật cận đại) nên còn được gọi là phương ngôn Edo (江戸言葉, 江戸弁 (Giang Hộ ngôn diệp, Giang Hộ biện) Edo kotoba, Edo-ben). Rakugo theo phong cách Tokyo thường diễn bằng phương ngữ Shitamachi. Phương ngữ Yamanote và phương ngữ Shitamachi có thể được so sánh với giọng Anh chuẩn và giọng Cockney trong tiếng Anh.
Phương ngữ Tokyo bắt nguồn từ việc thành lập Edo của Tokugawa Ieyasu. Nhiều nhóm người nói một loạt các phương ngữ trên cả nước di cư về đây. Phương ngữ Kyoto là tiêu chuẩn trên thực tế của thời đại này và ảnh hưởng mạnh mẽ đến phương ngữ Edo trong đầu thời kỳ Edo; phương ngữ phát triển bên trong thành phố lớn nhất Nhật Bản và trở thành tiếng Nhật tiêu chuẩn mới trên thực tế vào cuối thời Edo. Vì có lịch sử độc đáo, đặc biệt là liên quan đến phương ngữ Kyoto, phương ngữ Tokyo là một đảo ngôn ngữ ở vùng Kantō. Ví dụ, phương ngữ Kanto truyền thống được đặc trưng bởi việc sử dụng hậu tố ý chí và giả định - be, hiếm khi được sử dụng trong phương ngữ Tokyo.

## Âm vị học
Phương ngữ Shitamachi nổi bật ở chỗ một số âm vị đã bị hợp nhất mà chúng vẫn được phân biệt trong tiếng Nhật tiêu chuẩn. Nổi bật nhất, nó trung hoà [çi] và [ɕi] nên shiohigari ("lượm sò") trở thành shioshigari, và shichi ("bảy") trở thành hichi. Ngoài ra, [ɕu͍] [d͡ʑu͍] lần lượt trở thành [ɕi] [d͡ʑi], cho nên Shinjuku trở thành Shinjiku, shujutsu ("phẫu thuật") trở thành shijitsu.
Một đặc điểm đáng chú ý khác là sự nguyên âm đơn hoá từ [ai ae ie oi] thành [eː] trong phương ngữ Shitamachi. Ví dụ, hidoi ("tệ") trở thành shidee và taihen da ("có chuyện rồi") trở thành teehen da. Đặc điểm này cũng xuất hiện trong giọng nam giới thông tục của tiếng Nhật tiêu chuẩn, ví dụ wakan'nee (wakaranai "Tôi không biết") và sugee (sugoi "tuyệt, hay").
Ngoài ra, /r/ được phát âm thành một âm rung [r] để truyền đạt sắc thái thô thiển trong giọng Shitamachi. Trong lối nói thông tục, phụ âm /r/ khi nằm giữa hai nguyên âm thường đổi thành [ɴ] nên okaerinasai trở thành okaen'nasai ("chào mừng trở về nhà") và sō suru　と trở thành sō sutto ("rồi, và rồi").

## Ngữ pháp
Hầu hết các đặc điểm ngữ pháp của phương ngữ Tokyo giống hệt với hình thức thông tục của tiếng Nhật tiêu chuẩn. Các đặc điểm đáng chú ý của các phương ngữ Tokyo bao gồm việc sử dụng thường xuyên của phụ tố sa (nó đại khái tương tự như "like" 'như, như là' được sử dụng trong tiếng lóng tiếng Anh Mỹ); việc sử dụng tsū (lối nói chung) và tee (lối nói Shitamachi) thay cho to iu ("được gọi là"); việc thường xuyên sử dụng phụ tố cường điệu cuối câu dai hoặc dee tại Shitamachi (nổi bật với lời thốt Shitamachi điển hình teyandee! (rút ngắn từ [nani o] itte iyagaru n dai!, "(Mày) nói cái gì vậy!?")).
Trong lịch sử, các phương ngữ Kanto thiếu kính ngữ (keigo). Tuy nhiên, vì mối liên hệ của nó với phương ngữ Kyoto và sự phân tầng của xã hội đô thị, phương ngữ Tokyo hiện có một hệ thống kính ngữ đầy đủ. Phương ngữ Yamanote nổi bật với việc sử dụng dày đặc kính ngữ và trợ từ (copula) zamasu hoặc zāmasu, đôi khi là zansu, có nguồn gốc từ gozaimasu. Trợ từ asobase hoặc asubase thể mệnh lệnh lịch sự trong lối nói nữ giới cũng là một từ kính ngữ nổi tiếng từ phương ngữ Tokyo truyền thống. Ví dụ: "vui lòng chờ tôi nhé" dịch là o-machi kudasai trong tiếng Nhật tiêu chuẩn và o-machi asobase theo phương ngữ Tokyo truyền thống.

## Phương ngữ Tokyo mới
Phương ngữ Tokyo truyền thống hiện nay hiếm khi được sử dụng vì hầu hết người dân sống ở Tokyo đều nói tiếng Nhật chuẩn. Sự khác biệt giữa Shitamachi và Yamanote hiện nay hầu như không còn.
Trong lịch sử, nhiều người chuyển đến Tokyo từ các khu vực khác và đôi khi mang phương ngữ của họ vào Tokyo với mình. Ví dụ, jan (じ ゃ), là một sự tóm gọn của ja nai ka ("đúng không?"), đến từ phương ngữ Chūbu và Kanagawa phía đông, và chigakatta, một dạng phi chuẩn của chigatta ("nó khác"), xuất phát từ phương ngữ Fukushima và Tochigi.